# Букінгемський фонтан
Букінгемський фонтан (англ.  Buckingham Fountain) — фонтан у Чикаго (штат Іллінойс, США). Розташований у Грант-Парку, вважається «вхідними воротами» міста. Є одним з найбільших фонтанів світу.

## Історія фонтану

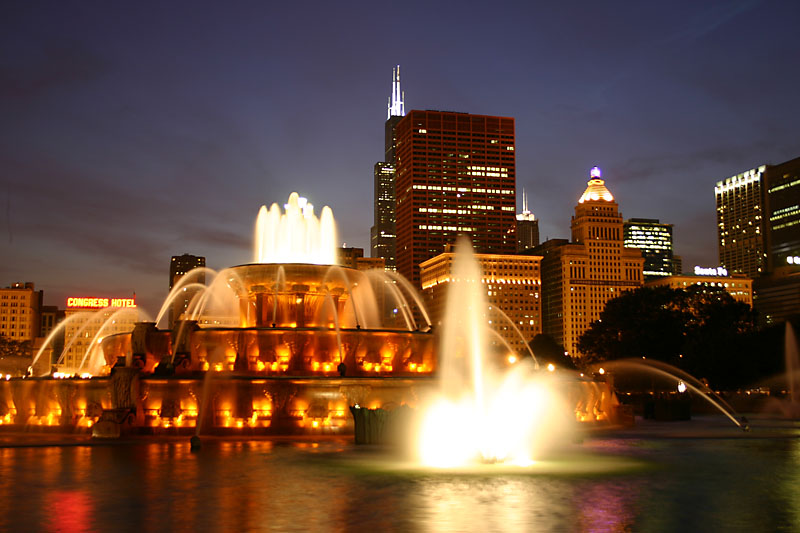
Фонтан вночі

Фонтан був подарований місту Кейтом Букінгемом (англ.  Kate Buckingham) у 1927 році як пам'ять про її брата — Кларенса, тому повна назва фонтану Меморіальний фонтан Кларенса Букінгема (англ.  Clarence Buckingham Memorial Fountain). Фонтан був створений під керівництвом архітектора Едварда Беннетта (головний архітектор Чикаго і співавтор генерального плану міста), який за основу взяв архітектуру фонтану Лантона, що знаходиться біля Версальського палацу в Парижі. Скульптури для фонтану створив французький скульптор Марсель Ф. Лаєві (фр. Marcel F. LoyauMarcel F. Loyau). Вартість фонтану на момент споруди склала 750 000 $. Крім цього, для підтримки фонтану в робочому стані, Кейт Букінгем створила благодійний фонд з початковим капіталом 300 000 $. 26 серпня 1927 року фонтан почав роботу.

## Опис
Фонтан знаходиться поблизу Columbus Drive і Congress Parkway. Так як він розташований у Грант-Парку, що знаходиться в передній частині міста, цей фонтан вважається вхідними воротами Чикаго.
Діаметр основного басейну фонтану становить 280 футів (близько 84 метрів). У центрі басейну височіє трирівнева композиція загальною висотою 25 футів (7,5 метра, відносно до рівня води в основному басейні). У цій композиції діаметр басейну нижнього рівня становить 31 м, середнього — 18 м, а верхнього (чашовидного) — 7 м. Фонтан виконаний з Джорджского рожевого мармуру в стилі Рококо і зовні схожий на весільний торт. Навколо центральної композиції розташовані 4 групи морських коней. У загальній складності, фонтан налічує 134 струменя, з яких щохвилини викидається 14 тисяч галонів води (0,88 м3/с), причому висота центрального вертикального струменя досягає до 46 метрів. Сумарний обсяг води у фонтані становить 1 500 000 галонів (5 700 000 л).
По своїй композиції, фонтан символізує озеро Мічиган, а 4 групи коней — штати, що оточують це озеро: Іллінойс, Вісконсин, Мічиган та Індіана.

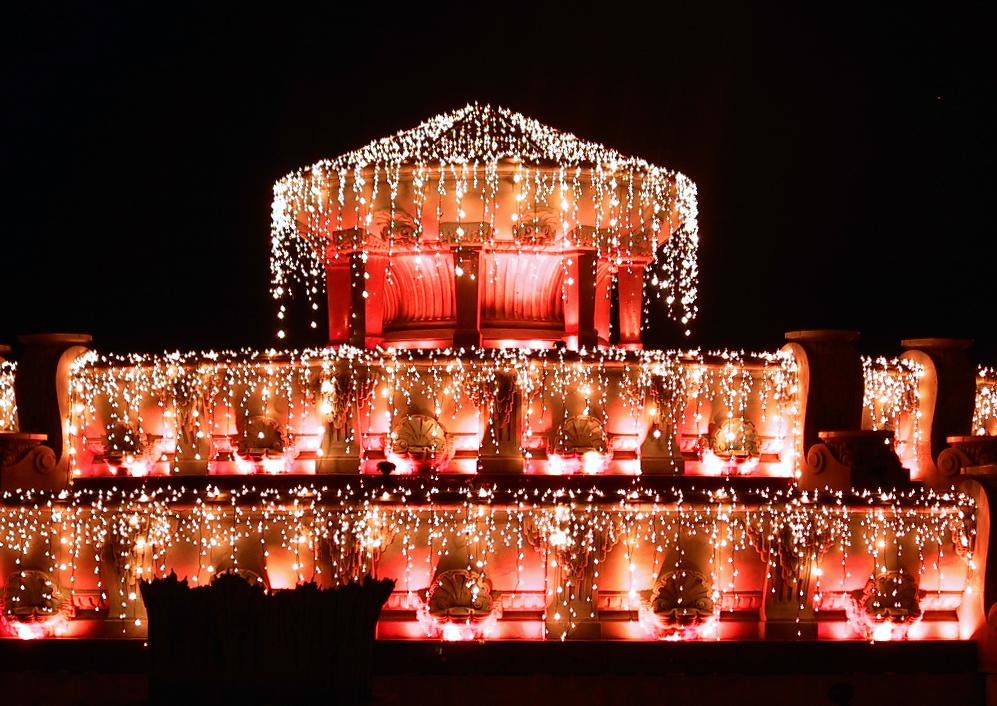
Фонтан Взимку

Насоси фонтану контролюються комп'ютерами фірми Honeywell, причому ці комп'ютери спочатку перебували в Атланті (штат Джорджія), а в 1994 році (після оновлення) були перенесені в Іллінойс. Фонтан працює з 8:00 до 23:00 щодня з середини квітня по середину жовтня. З настанням сутінків, на фонтані проводяться світлові шоу (використовуються 840 ламп), останнє з яких йде в 22:00. Також під водою розташований монітор, який працює кожні 20 хвилин. У зимовий час, коли фонтан не працює, його прикрашають  гирляндами.

## Фонтан в культурі
- Знамените шосе 66 починалося саме від цього фонтану[2].
- З Букінгемського фонтану починалася заставка всіх 11 сезонів популярного комедійного серіалу «Одружені... та з дітьми». Цікаво що в російській адаптації даного серіалу («Щасливі разом») герої носять прізвище Букіни, тобто схожу з назвою цього фонтану.
- Також з даного фонтану починається «The Amazing Race 6[en]».